# Colégio Real de Médicos de Edimburgo

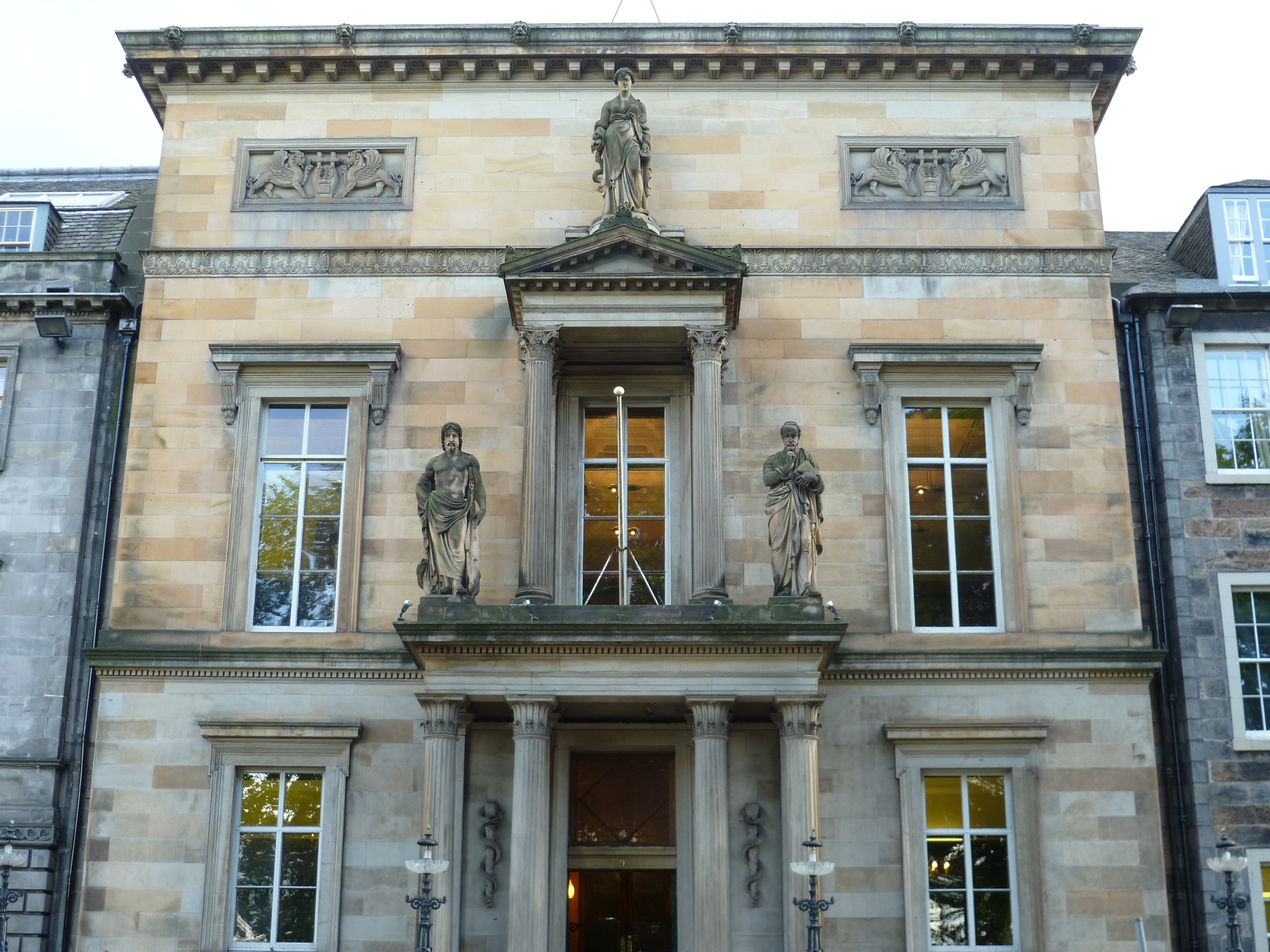
O prédio do colégio Real de Médicos de Edimburgo em Queen Street.

O colégio Real de Médicos de Edimburgo (em inglês: Royal College of Physicians of Edinburgh ou RCPE) foi estabilizado no século XVII em Edimburgo, capital da Escócia. Atua em caráter consultivo do governo e, ao longo dos anos, tem influenciado o desenvolvimento de escolas médicas da América do Norte, Austrália, Ásia e África.